# Obereopsis longicollis
Obereopsis longicollis là một loài bọ cánh cứng trong họ Cerambycidae.